# Метод Куммера
Ме́тод Ку́ммера (у теорії числових рядів) — спосіб, який дозволяє змінити заданий ряд іншим, який збігається швидше. Запропонований Ернстом Куммером. 

## Визначення
Нехай необхідно знайти суму числового ряду {\displaystyle a_{k}} із заданою точністю. Для збільшення швидкості збіжності цього ряду застосовується метод Куммера: підбирається ряд {\displaystyle b_{k}} з такою відомою сумою, щоб різниця
{\displaystyle c_{k}=a_{k}-b_{k}=o\,(a_{k}),\;k\to \infty }
У цьому випадку величину {\displaystyle S=\sum _{k=0}^{\infty }a_{k}} можна представити у вигляді суми {\displaystyle S=\sum _{k=0}^{\infty }b_{k}+\sum _{k=0}^{\infty }c_{k}}, де ряд {\displaystyle c_{k}} збігається швидче, ніж початковий ряд, а сума ряду {\displaystyle b_{k}} - відома. Це значить, що для отримання суми ряду із заданою точністю у другому випадку потрібно узяти меншу кількість членів ряду {\displaystyle c_{k}}. 
Перетворення Куммера можна застосовувати не до усіх членів початкового ряду, а лише до членів ряду, починаючи з деякого місця. У цьому випадку декілька членів початкового ряду залишаються без зміни. 

## Приклади
- Послідовність сум {\displaystyle S=\sum _{k=1}^{\infty }{\frac {1}{x^{k}}}\quad \quad (k=2,3,...),} які є значеннями дзета-функції Римана, {\displaystyle \zeta (z)=\sum _{n=1}^{\infty }{\frac {1}{n^{z}}}}. Значення для парних {\displaystyle z}: {\displaystyle S_{2}=\zeta (2)={\frac {\pi ^{2}}{6}},\quad S_{4}={\frac {\pi ^{4}}{90}},\quad S_{6}={\frac {\pi ^{6}}{945}},\quad S_{8}={\frac {\pi ^{8}}{9450}}.}